# Usambarahoningzuiger
De Usambarahoningzuiger (Cinnyris usambaricus; synoniem: Nectarinia usambarica) is een zangvogel uit de familie Nectariniidae (honingzuigers).

## Verspreiding en leefgebied
Deze soort komt voor in zuidoostelijk Kenia en noordoostelijk Tanzania.